# Léo Morgana
Léo Morgana (ur. 23 września 1994) – francuski lekkoatleta specjalizujący się w biegach średnich. 
Latem 2013 zdobył w Rieti brązowy medal mistrzostw Europy juniorów w biegu na 800 metrów. 
Reprezentant Francji w meczach międzypaństwowych. 
Rekordy życiowe w biegu na 800 metrów: stadion – 1:46,98 (6 czerwca 2014, Montbéliard); hala – 1:48,81 (14 lutego 2015, Wiedeń). 

## Osiągnięcia
| Rok  | Impreza                     | Miejsce | Konkurencja        | Pozycja    | Wynik   |
| ---- | --------------------------- | ------- | ------------------ | ---------- | ------- |
| 2013 | Mistrzostwa Europy juniorów | Rieti   | bieg na 800 metrów | 3. miejsce | 1:50,04 |